# Blu-ray Disc

Логотип Blu-ray Disc.

Blu-ray Disc (укр. блурей-диск) або скорочено BD (від англ. blue ray — блакитний промінь і англ. disc — диск) — це чергове покоління формату оптичних дисків, що використовується для зберігання відео високої чіткості (з роздільною здатністю 1920х1080 точок) і даних з підвищеною щільністю.

## Історія
Стандарт анонсували компанії Sony та Philips у 2002 році. Формат розроблявся практично з нуля. Його творці не прагнули зберегти максимальну схожість із DVD, що в підсумку дозволило не тільки підвищити ємність у порівнянні з HD DVD, але й мати запас масштабованості в майбутньому.
Назва Blu-ray — навмисне написана без літери «e» (ератив від blue (англ. синій). Це зроблено з метою реєстрації цієї торгової марки, оскільки у правильному написанні це словосполучення є загальновживаним і його не можна зареєструвати як торгову марку.

## Особливість технології
- Blu-ray використовує синій (правильніше — фіолетовий) лазер з довжиною хвилі 405 нм. (DVD червоний 650 нм, CD інфрачервоний 780 нм).
- Реєструючий шар знаходиться на відстані 0,1 мм від поверхні диска (HD DVD та DVD — 0,6 мм).
- У Blu-ray приводах застосовується лінза зі збільшеною числовою апертурою, що разом з наближенням реєструючого шару забезпечує розширення кута зору OPU накопичувача. Це істотно підвищило стабільність зчитування даних з носія, дозволивши підвищити щільність розміщення доріжок при збереженні співвідношення сигнал/шум.
- Відстань між треками для Blu-ray становить 0,32 мкм (в HD DVD 0,4 мкм)

Збільшення числової апертури призвело до необхідності переробки механічної частини накопичувача і, як наслідок, його подорожчання. Але в той же час знизило вимоги до якості самих дисків, істотно підвищивши відсоток виходу придатних дисків, що згодом приведе до здешевлення Blu-ray-носіїв.

### Технічні специфікації
| Діаметр диска        | Ємність одношарового | Ємність двошарового |
| -------------------- | -------------------- | ------------------- |
| 12 см, односторонній | 25 ГБ (23.3 ГіБ)     | 50 ГБ (46.6 ГіБ)    |
| 12 см, двосторонній  | 50 ГБ (46.6 ГіБ)     | 100 ГБ (93.2 ГіБ)   |
| 8 см, односторонній  | 7.8 ГБ (7.3 ГіБ)     | 15.6 ГБ (14.6 ГіБ)  |
| 8 см, двосторонній   | 15.6 ГБ (14.5 ГіБ)   | 31.2 ГБ (29 ГіБ)    |

- 15.6 ГБ диск вміщує близько 9 годин відео високої чіткості [джерело?]
- 50 ГБ диск вміщує близько 23 годин відео стандартної чіткості [джерело?]

## Технологія твердого покриття
Через те, що на дисках Blu-Ray дані розташовані занадто близько до поверхні, перші версії дисків були вкрай чутливі до подряпин та інших зовнішніх механічних впливів, і тому вкладалися в пластикові картриджі. Цей недолік викликав багато суперечок щодо того, чи зможе формат Blu-ray протистояти стандарту HD DVD — своєму основному конкурентові. HD DVD крім своєї нижчої вартості може нормально існувати без картриджів, як формати CD й DVD, що робить його більше зрозумілим для покупців, а також більше цікавим для виробників і дистриб'юторів, які можуть бути стурбовані додатковими витратами через картриджі.
Вирішення цієї проблеми з'явилося в січні 2004, з появою нового полімерного покриття, що дало дискам неймовірний захист від подряпин і пилу. Це покриття, розроблене корпорацією TDK, одержало назву «Durabis», воно дозволяє очищати BD за допомогою паперових серветок — які можуть нанести ушкодження CD й DVD. Формат HD DVD має ті ж недоліки, тому що ці диски виробляються на основі старих оптичних носіїв. За повідомленням у пресі «голі» BD із цим покриттям зберігають працездатність навіть будучи подряпаними викруткою. Так, механічна міцність робочої поверхні BD в 100 разів більше, ніж DVD.
І нарешті, третім наслідком зменшення захисного шару стало збільшення масштабованості BR-дисків. Так, розробники планують незабаром[коли?] підвищити кількість реєструючих шарів до 8, тим самим збільшивши загальну ємність до 200 GB.

## Системи захисту авторських прав

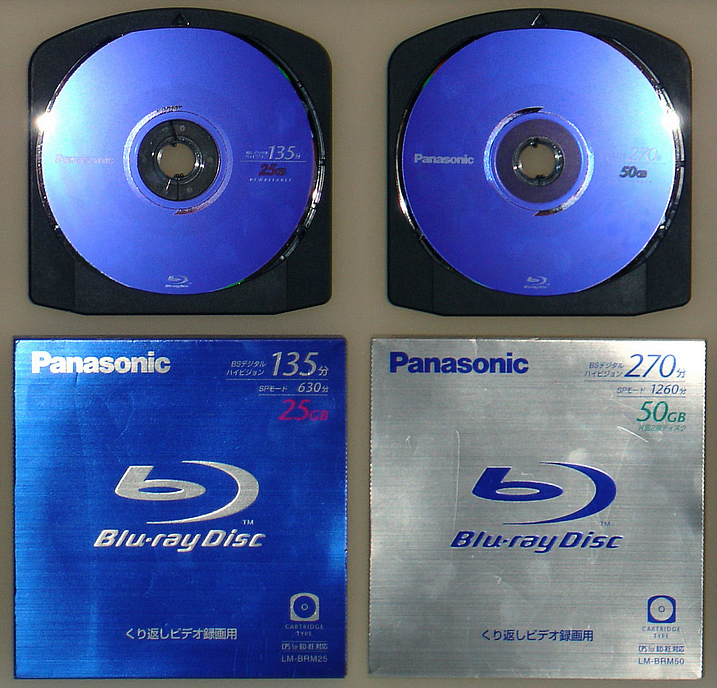

Також був істотно перероблений і механізм захисту вмісту від копіювання. Тепер в Blu-ray реалізована підтримка AACS (Advanced Access Content System), яка використовує 128-бітовий ключ, що змінюється через кожні 6 Kb записаних на диск даних. Крім того, AACS містить у собі механізм MMC (Mandatory Managed Copy), що дозволяє створити копію ліцензійного диска для перегляду його з HDD домашнього медіацентру або на портативному плеєрі, але запобігає її поширенню. Для додаткового захисту служить функція ROM-Mark, за допомогою якої кожному BR-диску надається свій унікальний ідентифікатор, що перешкоджає створенню нелегальних копій, тому що робиться це на етапі виготовлення і тільки на сертифікованому обладнанні.
У форматі Blu-ray застосований експериментальний елемент захисту за назвою BD+, що дозволяє динамічно змінювати схему шифрування. Варто шифруванню бути зламаним, — виробники можуть оновити схему шифрування, і всі наступні копії будуть захищені вже за новою схемою. Таким чином, одноразовий злом шифру не дозволить скомпрометувати всю специфікацію на весь період її життя. Також буде використано технологію MMC, яка дозволяє користувачам робити легальні копії відеоінформації в захищеному форматі, цю технологію розробила компанія HP і вимагала її включення у формат. Саме відсутність можливості динамічно міняти схему шифрування дозволила створити програму DeCSS, що стала справжнім прокляттям кіноіндустрії: тільки-но Content-Scrambling System (CSS) було зламано, всі наступні DVD зламувалися вже без зайвих проблем.
Наступний рівень захисту, яким володіють диски — це технологія цифрових водяних знаків за назвою ROM-Mark. Ця технологія буде жорстко прошита в ПЗП приводів при виробництві, що не дозволить програвачу програвати диск без спеціальної схованої мітки, яку за твердженням Асоціації, буде неможливо підробити. Так шляхом твердого регулювання й ліцензування заводів будуть відбиратися виробники дисків, яким буде поставлене спеціальне устаткування.
На додаток до цього, всі Blu-ray програвачі зможуть видавати повноцінний відеосигнал через захищений шифруванням цифровий інтерфейс або незахищений аналоговий.

## BDXL
Подальший розвиток формату BD.
Ємність диску збільшено до 100 ГБ у BDXL-R (3-шарові диски BD TL) та до 128 ГБ у BDXL-RE (4-шарові диски BD QL).
Диски BDXL не можуть бути прочитані на стандартних BD-приводах, але приводи BDXL можуть читати BD-диски.
Створенням таких дисків займаються компанії Sony, Verbatim, Sharp, TDK та Panasonic. Проте лише Sony має технологічну лінію для випуску 128 ГБ версії.